# Peter Hobbs
Pour les articles homonymes, voir Hobbs.
Peter Hobbs, né le 19 janvier 1918 à Étretat (France) et mort le 2 janvier 2011 à Santa Monica (Californie), est un acteur américain.

## Filmographie
- 1945 : I Live in Grosvenor Square
- 1949 : Frontières invisibles (Lost Boundaries) de Alfred L. Werker : Eddie Clark
- 1954 : The Secret Storm (série télévisée) : Peter Ames #1 (1954-1962) (original cast)
- 1964 : À bout portant (The Killers) : Instructor
- 1964 : The New Interns : Dr Duane
- 1964 : Prête-moi ton mari (Good Neighbor Sam) : Phil Reisner
- 1965 : Des jours et des vies ("Days of Our Lives") (série télévisée) : Dr Lawrence Andrews (unknown episodes, 1968-1969)
- 1969 : La Boîte à chat (Daddy's Gone A-Hunting), de Mark Robson : Docteur de Cathy
- 1969 : Bright Promise (série télévisée) : Albert Porter (1969)
- 1970 : But I Don't Want to Get Married! (TV) : Max
- 1971 : Le Mystère Andromède (The Andromeda Strain) : Gen. Sparks
- 1971 : The Steagle (en) de Paul Sylbert : Dr Payne
- 1971 : Star Spangled Girl : Man in car
- 1972 : Call Her Mom (TV) : Trustee #2
- 1972 : Say Goodbye, Maggie Cole (TV) : Pathologist
- 1973 : Heavy Traffic (voix)
- 1973 : Woody et les Robots (Sleeper) : Dr Dean
- 1974 : The Nine Lives of Fritz the Cat (voix)
- 1974 : Death Sentence (TV) : Judge
- 1975 : Attack on Terror: The FBI vs. the Ku Klux Klan (TV) : Judge Davidson
- 1977 : Wizards : General (voix)
- 1979 : Le Roman d'Elvis (Elvis) (TV) : Jim Denny
- 1979 : Ike (mini-série) : Admiral
- 1979 : Du rouge pour un truand (The Lady in Red) : Pops Geissler
- 1979 : The Two Worlds of Jennie Logan (TV) : Old John
- 1980 : Belle Starr (TV) : Jenkins
- 1980 : L'Amour à quatre mains (Loving Couples) : Frank
- 1980 : Au nom de l'amour (Act of Love) (TV) : Judge Traviera
- 1980 : Scout's Honor (TV) : U.S. President
- 1980 : La Plantation ("Beulah Land") (feuilleton TV) : Governor
- 1980 : Ça va cogner (Any Which Way You Can) : Motel Clerk
- 1980 : Comment se débarrasser de son patron (Nine to Five) : Doctor at St. Ambrose Hospital
- 1981 : La Petite Maison dans la prairie (The House on the Prairie) (série télévisée) saison 7, épisode 10 (La lueur (1/2) (To See The Light: Part 1) ) : Mr. Davis + saison 7, épisode 19 (Justice aveugle (Blind Justice) ) : Mr. Davis
- 1982 : Washington Mistress (TV) : Mr. Parker
- 1982 : Marian Rose White (TV) : Dr Smith
- 1982 : Prime Suspect (TV) : Farmer
- 1982 : Beyond Witch Mountain (TV) : Dr Peter Morton
- 1983 : Kentucky Woman (TV)
- 1983 : Special Bulletin (TV) : Jonathan E. Herman
- 1983 : L'Homme aux deux cerveaux (The Man with Two Brains) : Dr Brandon
- 1983 : Shérif, fais-moi peur (The Dukes of Hazzard) (série TV) (saison 6, épisode 2 "Un bébé pour les Dukes") : Emerson Craig
- 1984 : Nickel Mountain : Dr Costard
- 1984 : The Next One : Barnaby
- 1985 : Palmer, père et fils (Promises to Keep) (TV) : Doctor
- 1986 : Un secret trop lourd (Child's Cry) (TV) : Judge Dietrich
- 1986 : A Winner Never Quits (en) (TV) : McGregor
- 1987 : Nutcracker: Money, Madness & Murder (feuilleton TV)
- 1987 : In the Mood : The Judge
- 1988 : The Town Bully (TV)
- 1988 : Hot to Trot de Michael Dinner : Veterinarian